# Oleg Ivenko
Oleg Ivenko (Khàrkiv, 14 d'agost de 1996) és un ballarí ucraïnès.
Va néixer a la ciutat de Khàrkiv, que es troba a prop de la frontera russa al nord-est d'Ucraïna. Va començar a ballar ballet quan tenia cinc anys però fins que tingué quinze anys no va anar a una escola especialitzada a Belarús. Va començar a treballar en un teatre quan tenia divuit anys. Des del 2010 forma part del ballet de l'Acadèmia Estatal Tàtar d'Òpera i Ballet a Kazan. Organitza un festival de dansa contemporània a Kazan i és propietari d'un estudi de dansa.
Va interpretar el paper de Rudolf Nuréiev a la pel·lícula El corb blanc, que narra la vida de Nuréiev des del seu naixement fins a la seva defecció de la Unió Soviètica el 1961. La seva llengua materna és l'ucraïnès, encara que també parla rus i va aprendre anglès durant el rodatge del film.